# Gamasot

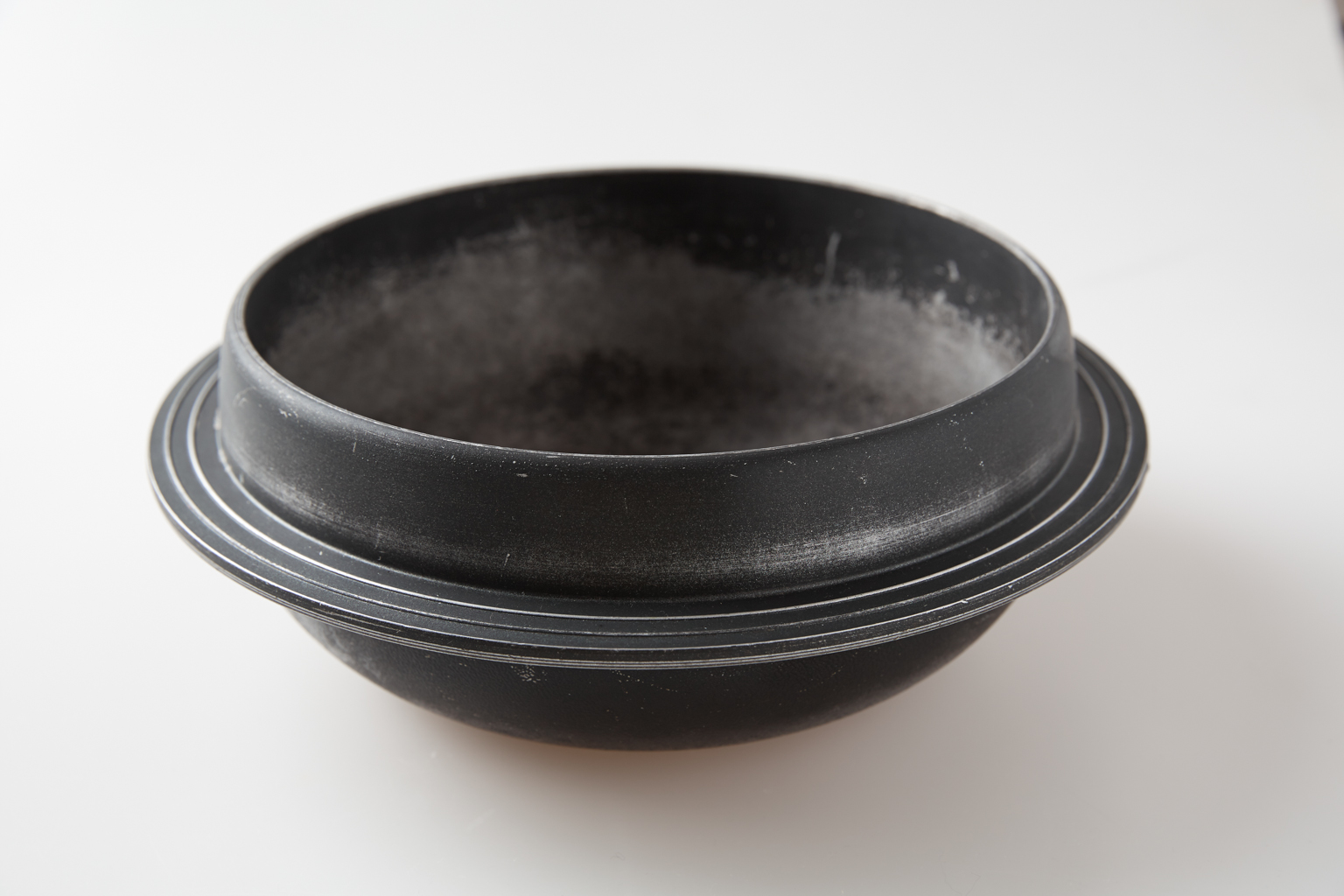
Gamasot ohne Deckel

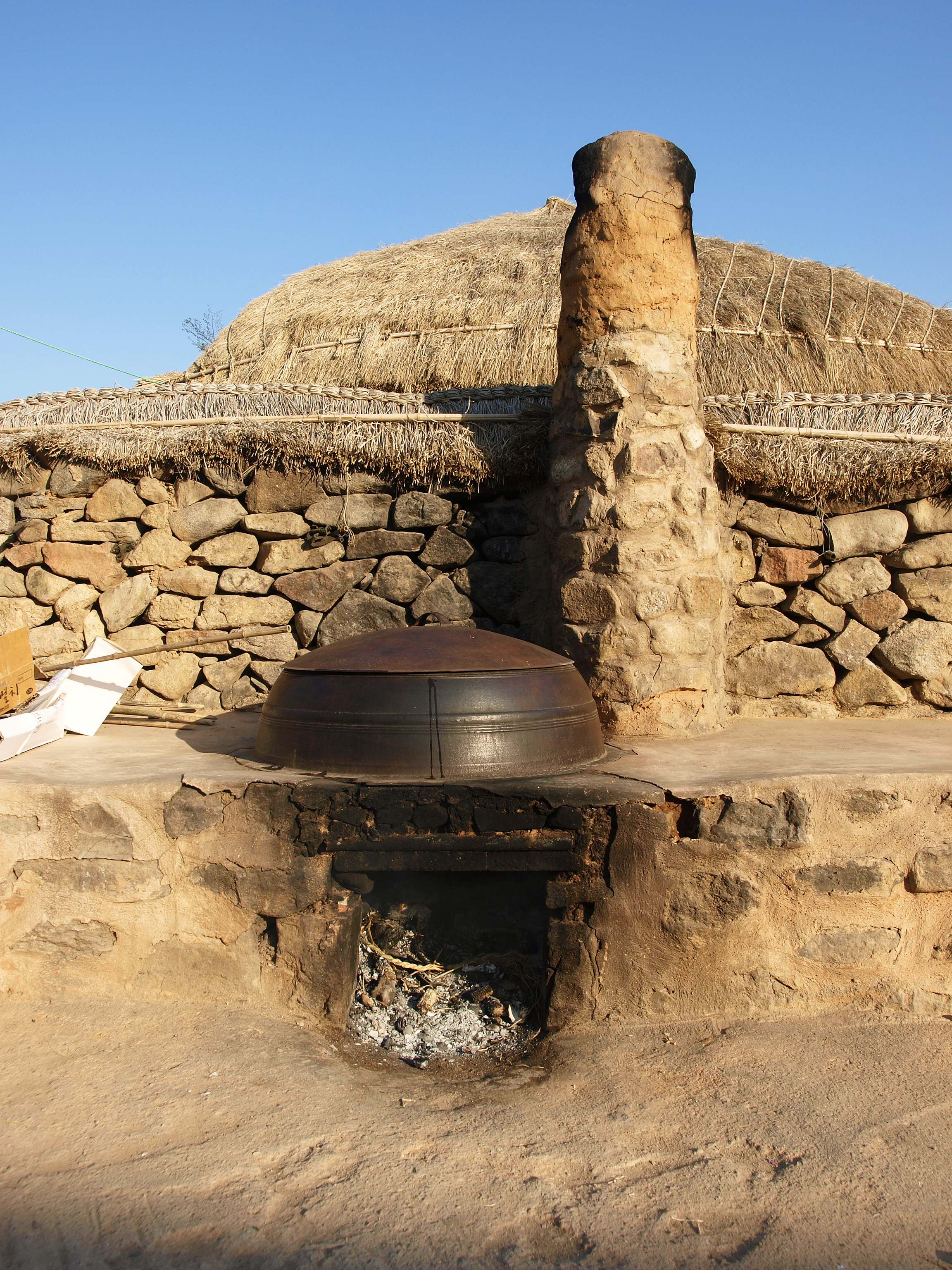
Gamasot in einer Feuerstelle, Naganeupseong Folk Village

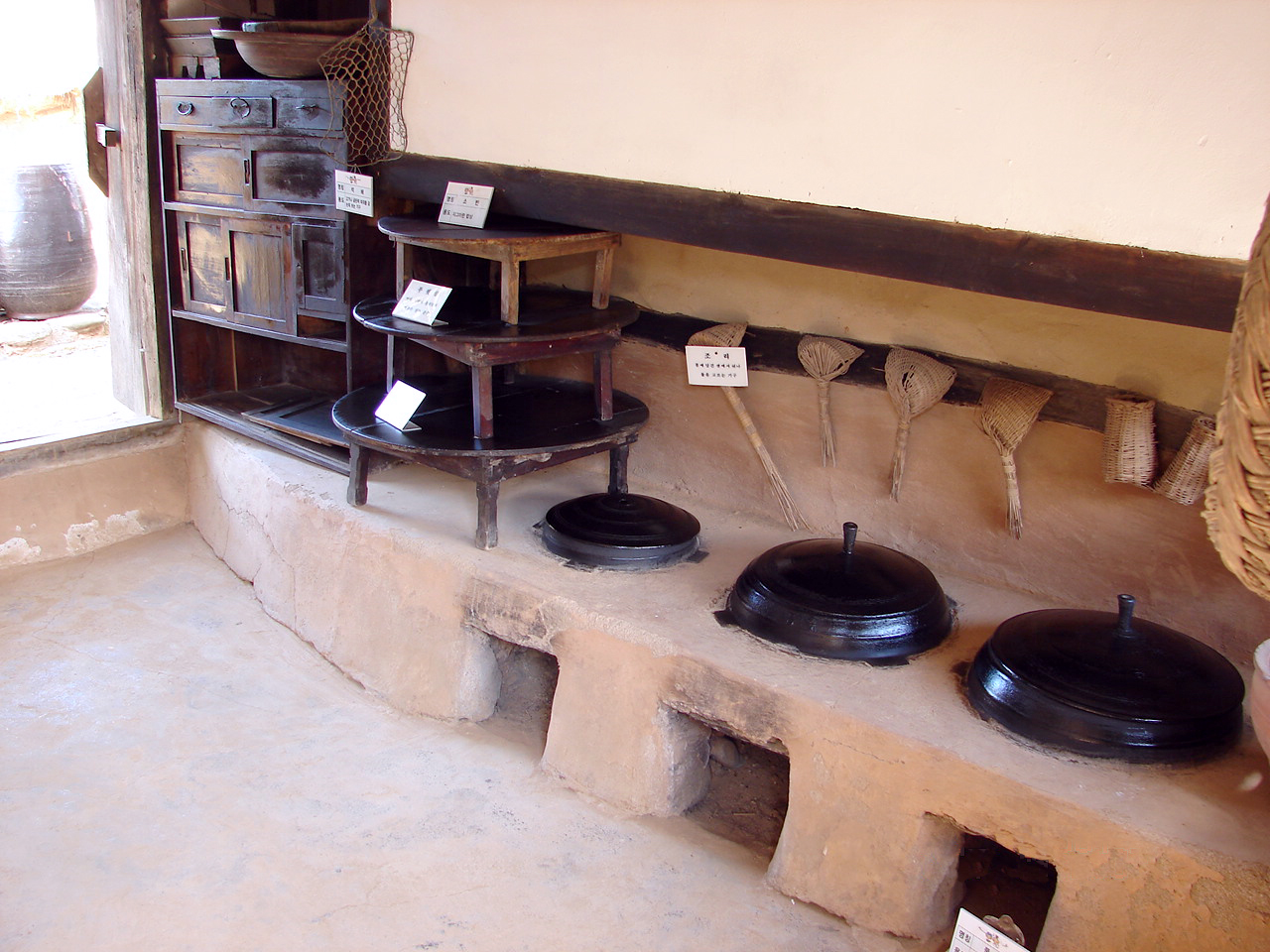
Gamasot in einer Küche eines Hanok, einem traditionellen koreanischen Haus

Gamasot (koreanisch: 가마솥) ist ein großes schweres, traditionell aus Gusseisen hergestelltes koreanisches Kochgefäß.

## Namensherkunft
Die Bezeichnung Gamasot (가마솥) setzt sich zusammen aus den Wörtern gama (가마), was für Ofen oder Herd steht und sot (솥), womit ein Kochkessel oder Kochtopf bezeichnet wird. Zusammengesetzt bedeutet das Wort großer Kochkessel oder großer Kochtopf.

## Arten von Kesseln
Während Gamasot eine bestimmte Größe von gusseisernen Kesseln bezeichnet, die typischerweise in den Küchen der traditionellen koreanischen Hanok-Häuser zum Reis kochen oder zum Kochen größerer Mengen von Suppe verwendet wurden, werden die kleineren Ausführungen der gusseisernen Kessel Ongsot (옹솥) und Jungsot (중솥) genannt und die den Gamasot übersteigende Größe von Kesseln als Dumeongsot (두멍솥) bezeichnet.
Der größte jemals erschaffene Gamasot entstand in Goesan-gun (괴산군), in der Provinz Chungcheongbuk-do (충청북도). Sein Erbauer, Kim Mun-bae (김문배), wollte damit den Ort um eine Attraktion bereichern und schuf im Jahr 2005 einen Kessel mit einem Durchmesser von über 5,6 m, einem Umfang von 17,8 m und einer Höhe von 2,2 m. Für den Kessel wurde insgesamt 43,5 Tonnen Eisen verarbeitet. Kim hofften damit in das Guinness-Buch der Rekorde aufgenommen zu werden, was leider misslang, da es schon einen größeren Pott in Australien gab. Der Kessel kostete damals rund 500 Millionen Won und ein Versuch Reis darin zu kochen misslang ebenfalls.

## Geschichte
Die aus Gusseisen gegossenen Kessel fanden erstmals in der Spätzeit der Drei Königreiche zum Kochen von Reis in der koreanischen Küche Verwendung. Da es damit einfacher war größere Mengen Reis zu kochen und warm zu halten, wurde Reis zum Hauptbestandteil der koreanischen Küche. In den 1950er Jahren besaß jeder Haushalt in Korea eine Anzahl von Gamasot-Kesseln, in denen Reis oder Suppe gekocht wurde.

## Herstellung
In der traditionellen Herstellung der Gamasots wird ein Ofen mit Holz und Kohle befeuert und zum Schüren des Feuers Luft in die Glut hineingeblasen. Danach wird Koks und Kalkstein hinzugefügt und das Roheisen im Schmelzofen auf 2100 °C erhitzt. Für einen gelungenen Gießvorgang ist eine gleichbleibende Temperatur Voraussetzung. Schon kleine Temperaturschwankungen können die Qualität der gusseisernen Kesse mindern. Nach dem Gießen des veredelten Eisens in eine Form muss die Form wegen der Gefahr des Verziehens des Gussgutes auf mindestens 800 °C abgekühlt sein, bevor man den Eisenkessel aus der Form entlassen kann.
Der im Jahr 1930 geborene und in Südkorea bekannte Gussmeister Kim Jong-hun (김종훈), begann sein Handwerk kurz nach Ende des Koreakriegs im Jahr 1953. Die Fertigkeiten von seinem Vater übernommen, gießt Kim immer noch nach der alten traditionellen Gießmethode und führt die Schmelze per Hand in die Form. Anseong (안성), der Sitz seiner Familie, war seit jeher bekannt für Gusseisenwaren und Artikeln aus Messing und so führt Kim, dessen Sohn neben den traditionellen Gamasot auch eigene Kreationen gießt und traditionelle Gießtechniken mit neuem Design seiner Produkte verbindet, die koreanische Tradition des Gießens fort.

## Immaterielles Kulturerbe
Im Jahr 2003 wurde das Handwerk des Gusseisengießens von Herrn Kim in der Provinz Gyeonggi-do (경기도) als das beste Handwerk der Provinz gewürdigt und im Jahr 2006 mit der Registrierungsnummer 45 zum immateriellen Kulturerbe der Provinz ernannt.